# Гавриил (Огинский)
Гавриил Огинский (ум. 27 января 1779, Антониево-Сийский монастырь) — архимандрит Антониево-Сийского монастыря Архангельской и Холмогорской епархии Русской православной церкви; ректор Архангельской духовной семинарии.

## Биография
Гавриил родился в семье священника Черниговской епархии. Пошёл по стопам отца и принял монашество.
По окончании курса Киевской духовной академии был назначен учителем в Черниговской духовной семинарии, а с 1753 года был префектом той же семинарии (коллегии).
В 1760 году он был переведен в Санкт-Петербургскую семинарию (при Александро-Невском монастыре) префектом и преподавателем философии. В период с 1757 по 1765 по у семинарии не было ректора, и архимандрит Гавриил некоторое время управлял семинарией
В январе 1762 года Гавриил был назначен в настоятели Антониево-Сийского монастыря Архангельской епархии и 2 февраля возведен в сан архимандрита.
В 1764 году, при нём, по Указу русской императрицы Екатерины II, была осуществлена секуляризация церковных земель, в ходе которой в государственную казну были отобраны земельные угодья и 3333 души крепостных крестьян.
Гавриил Огинский умер в Сийском монастыре 27 (или 26) января 1779 года и был погребен епископом Архангельским и Холмогорским Вениамином в монастыре.